# Korax ze Syrakús
Korax ze Syrakús (Κόραξ ο Συρακούσιος) byl zakladatel antické rétoriky, který žil pravděpodobně na Sicílii přibližně v 5. století př. n. l.. Byl představitelem demokratického zřízení nastoleného po svržení tyrana Thrasybúla. Založil první řečnickou školu a napsal první příručku rétoriky.
Je uváděno, že prvními profesionálními rétory byli Korax a Teisias. Legenda o nich vypráví, že Tisias byl Koraxovým žákem v právnickém umění, zůstal mu dlužen za školné a byl pohnán před soud. Tam uspěl s argumentem, že pokud prohraje, znamená to, že Koraxovy rady byly bezcenné. Podle jiných výkladů však nešlo o dvě osoby, ale Korax (řecky „havran“) byla Teisiova přezdívka. 
Jeho žákem byl také sofista Gorgiás z Leontín.
Postava čarodějnice Sycorax v Shakespearově Bouři je podle jedné teorie inspirována Koraxem.